# Богданов, Иван Александрович (редактор)
Иван Александрович Богданов — советский журналист, государственный и политический деятель. Участник Великой Отечественной войны, редактор военных газет
Член КПСС.

## Биография
Родился в 1917 году в деревне Ступино.
С 1933 года — на хозяйственной, общественной и политической работе.
До 1941 гг. — счетовод в колхозе, секретарь народного суда, инструктор райкома комсомола, ответственный секретарь районной газеты.
- В 1946—1961 гг. — сотрудник военных газет в Потсдаме, Новосибирске, Ульяновске.[2]
- В 1961—1984 гг. — главный редактор газеты «Горьковская правда».[2]

C 1984 гг. — персональный пенсионер.
Заслуженный работник культуры РСФСР (10.06.1977).
Умер в Нижнем Новгороде в 2008 году.